# Partîzanske, Kovel
Partîzanske (în ucraineană Партизанське) este un sat în comuna Novîi Mosîr din raionul Kovel, regiunea Volînia, Ucraina.

## Demografie
Componența lingvistică a localității Partîzanske
     Ucraineană (98,98%)
     Rusă (1,02%)
Conform recensământului din 2001, majoritatea populației localității Partîzanske era vorbitoare de ucraineană (98,98%), existând în minoritate și vorbitori de rusă (1,02%).